# المتحف الوطني للفن الإفريقي

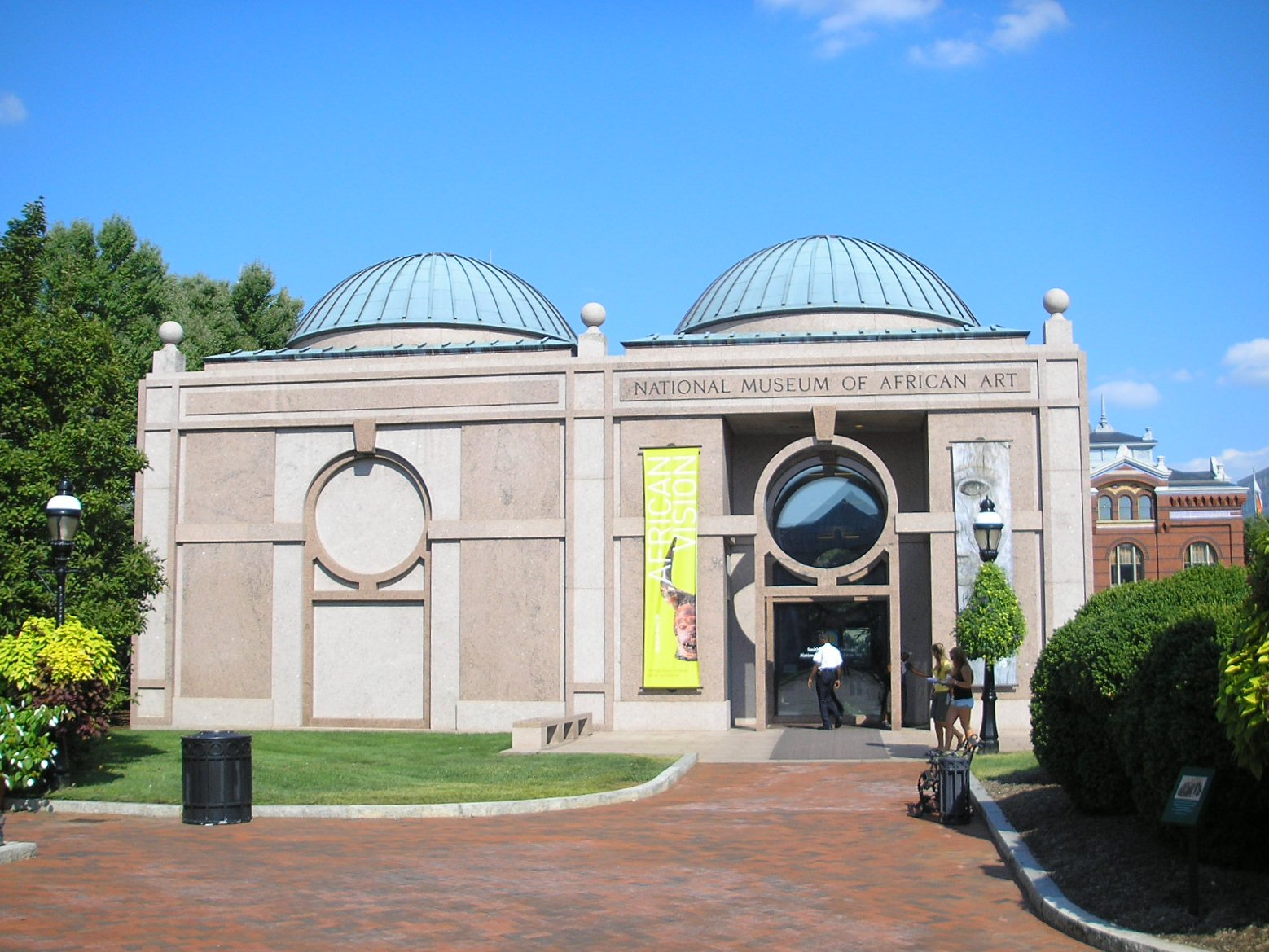
المتحف الوطني للفن الإفريقي

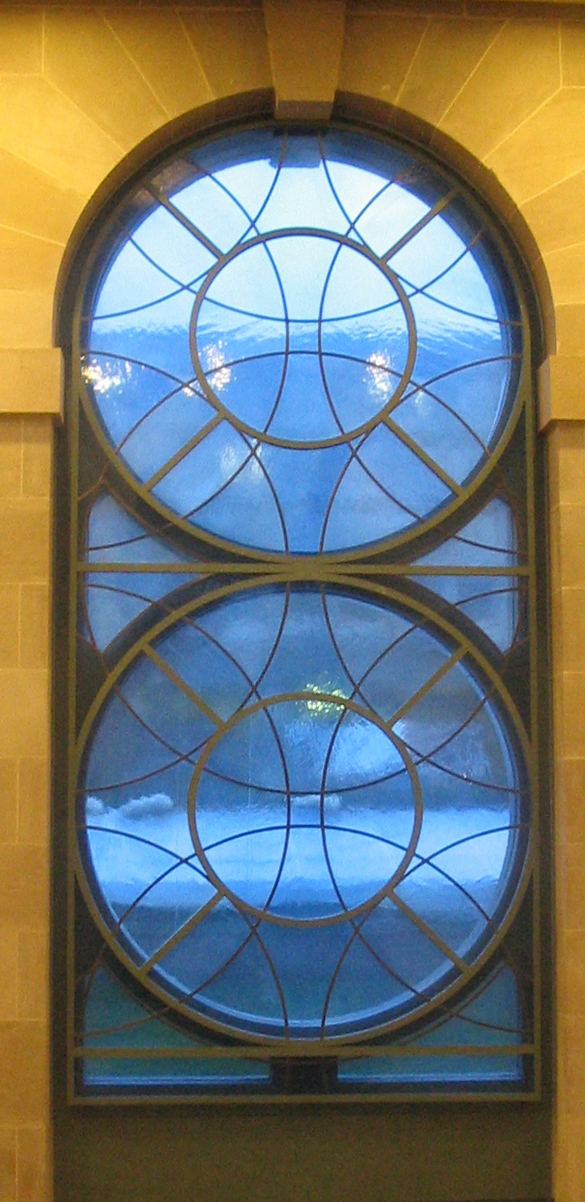
نافذة في المتحف، تبيّن الشّكل الدائري المستعمل في تصميمها

المتحف الوطني للفن الإفريقي هو متحف وجزء من مؤسسة سميثسونيان في واشنطن، يقع أمام الساحة العمومية بوسط واشنطن. يختص المتحف بالفن والثقافة الإفريقية. أُسس متحفاً خاص سنة 1964م، وأصبح رسمياً جزءًا من مؤسسة سميثسونيان في أوت 1979م. يقع المتحف في منتزه ناشونال مول. والفن الإفريقي له إبداعاته.